# 내가 살던 거리
《내가 살던 거리》(僕の住んでいた街 보쿠노슨데이타마치[*])는 2010년 5월 26일에 발매된 쿠루리의 커플링 곡 베스트 음반이다. 밴드의 첫 커플링 곡 모음집으로 메이저 데뷔한 1998년부터 2009년까지 발매한 싱글의 커플링 곡과 신곡을 포함해 모두 32곡이 수록되었다.
2010년 6월 7일 자 오리콘 주간 음반 차트에서 1위를 차지하며 쿠루리는 싱글, 음반 통틀어 첫 오리콘 1위를 획득했다. 그러나 약 2만 장의 판매량을 기록해, 바로 전 주 1위를 차지한 《Exit Tunes Presents Vocalogenesis feat. 하츠네 미쿠》에 이어 차트 사상 최저 판매량을 2주 연속으로 경신했다. 후에 유스케의 《아노.. 유메모테마스케도》가 이 기록을 경신하기 전까지 이 음반이 오리콘 주간 음반 차트 사상 최저 판매량 1위를 차지했었다. (유스케의 음반은 발매 2주차 판매량으로 기록을 경신했으며, 발매 첫 주 판매량은 이 음반이 최저 기록이다.)
음반 책자에는 멤버가 학창 시절에 살았던 교토의 거리 풍경 사진이 실려있다.

## 수록곡

### CD 1
| #   | 제목                                  | 재생 시간 |
| --- | ------------------------------------- | --------- |
| 1.  | 〈도쿄 레레레의 레〉 (東京レレレのレ) |           |
| 2.  | 〈아마가사키의 물고기〉               |           |
| 3.  | 〈Love Song〉                         |           |
| 4.  | 〈사과사탕〉                          |           |
| 5.  | 〈Hello Swallow〉                     |           |
| 6.  | 〈Sunday Morning〉                    |           |
| 7.  | 〈Gallon〉                            |           |
| 8.  | 〈태풍〉                              |           |
| 9.  | 〈Guitar〉                            |           |
| 10. | 〈Summer Sniper〉                     |           |
| 11. | 〈notch5555〉 (보너스 트랙)           |           |
| 12. | 〈청사진〉                            |           |
| 13. | 〈Image Fight〉                       |           |
| 14. | 〈Revolver〉                          |           |
| 15. | 〈Ricochet〉                          |           |
| 16. | 〈춤추지 않으시겠습니까 다음 역까지〉 |           |
| 17. | 〈Hello Good bye〉                    |           |

### CD 2
| #   | 제목                          | 재생 시간 |
| --- | ----------------------------- | --------- |
| 1.  | 〈지하철〉 (地下鉄)           |           |
| 2.  | 〈밝히는 여자애〉             |           |
| 3.  | 〈안녕 봄날이여〉             |           |
| 4.  | 〈한여름의 비〉               |           |
| 5.  | 〈돌아가는 길〉               |           |
| 6.  | 〈한낮의 인어〉               |           |
| 7.  | 〈The Veranda〉               |           |
| 8.  | 〈Hey! Mymy!〉                |           |
| 9.  | 〈Bacon & Egg〉 (보너스 트랙) |           |
| 10. | 〈WIEN5〉                     |           |
| 11. | 〈BLUE NAKED BLUE〉           |           |
| 12. | 〈교토의 대학생〉             |           |
| 13. | 〈pray〉                      |           |
| 14. | 〈바구니 안의 죠니〉          |           |
| 15. | 〈꿈 속〉                     |           |
| 16. | 〈동그란 얼굴〉               |           |
| 17. | 〈갈매기는 갈매기〉           |           |